# Kraftwerk Qatalum
Das Kraftwerk Qatalum ist ein GuD-Kraftwerk in Katar, das in Mesaieed, Gemeinde al-Wakra gelegen ist. Es ist im Besitz von Qatalum und wird auch von Qatalum betrieben.
Mit einer installierten Leistung von 1.350 MW befindet es sich an dritter Stelle der leistungsstärksten Kraftwerke in Katar. Es dient zur Versorgung der direkt neben dem Kraftwerk gelegenen Aluminiumhütte von Qatalum.

## Kraftwerksblöcke
Das Kraftwerk besteht gegenwärtig aus sechs Blöcken. Die folgende Tabelle gibt einen Überblick:
| Block | Max. Leistung (MW) | Betriebsbeginn | Turbine | Generator | Dampfkessel |
| ----- | ------------------ | -------------- | ------- | --------- | ----------- |
| 1     | 225                | 2011           | GE      | GE        | Doosan      |
| 2     | 225                | 2011           | GE      | GE        | Doosan      |
| 3     | 225                | 2011           | GE      | GE        |             |
| 3     | 225                | 2011           | GE      | GE        | Doosan      |
| 4     | 225                | 2011           | GE      | GE        | Doosan      |
| 5     | 225                | 2011           | GE      | GE        |             |

## Sonstiges
Der Auftragswert für das Kraftwerk lag bei 900 Mio. bzw. 1 Mrd. USD. Der Anteil von Doosan beträgt 500 Mio. USD.